# Chaim Beʾer

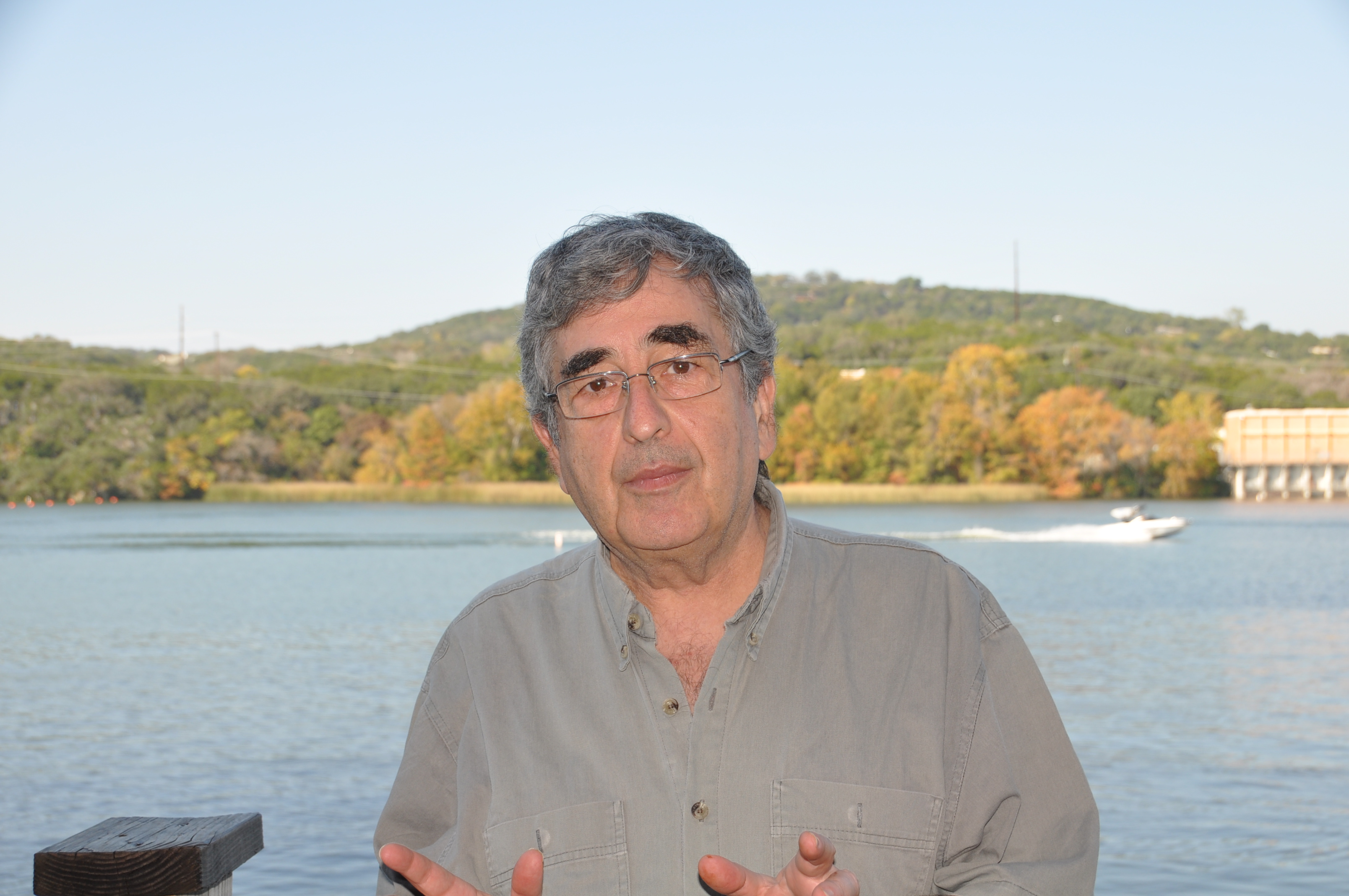
Chaim Be’er

Chaim Beʾer (hebräisch חַיִּים בְּאֵר Chajīm Bəʾer, geb. Rachlewski; * 9. Februar 1945 in Jerusalem, Mandats-Palästina) ist ein israelischer Autor und Hochschullehrer.

## Leben
Be’er wuchs mit seiner orthodoxen jüdischen Familie im Viertel Geʾullah, westlich des Viertels Meʾah Scheʿarim von Jerusalem, auf. Er besuchte die Städtische Religiöse Oberschule Maʿaleh. Von 1963 bis 1965 diente er bei den Israelischen Streitkräften (IDF) im Rabbinat der Landstreitkräfte und schrieb für die Heereszeitung Mahanayim (hebräisch מַחֲנַיִם Machanajim, deutsch ‚Doppellager‘). 1966 begann er im Verlagshaus Am Oved (Arbeitendes Volk) und stieg dort zum Mitglied der Redaktionsleitung auf. Bis heute (2012) werden seine Bücher durch Am Oved veröffentlicht. Er lehrt Hebräische Literatur an der Ben-Gurion-Universität im Negev in Beʾer Scheva.

## Preise und Auszeichnungen
- 1980: Bernstein-Preis in der Kategorie: Roman, der ursprünglich in Hebräischer Sprache veröffentlicht wurde.
- 2002: Bialik-Preis für Literatur zusammen mit drei weiteren Preisträgern.

## Veröffentlichungen
- 1970: Schaʿaschuʿei Yom Yom. (Gedichte: Freuden von Tag zu Tag). 1970.
- 1979: Notzot.
  - deutsch von Anne Birkenhauer: Federn. Roman. dtv, München 2002, ISBN 3-423-24306-6.
- 1983: The Pure Element of Time. University Press of New England, Hanover, New Hampshire, USA, ISBN 1-58465-277-2.
- 1987: ʿEt haZamir. (The Time of Trimming). Tel Aviv 1987, ISBN 965-13-0516-9.
- 1993: Gam Ahavatam Gam Sinʾatam - Bialik, Brenner, Agnon Maʿaracho Jachassim. (Their Love and Their Hate: Bialik, Brenner, Agnon, Relationships, Biography).
- 1998: Havalim.
  - deutsch von Anne Birkenhauer: Stricke. Roman. dtv, München 2000, ISBN 3-423-24219-1.
- 2007: Lifnei haMaqom.
  - deutsch von Anne Birkenhauer: Bebelplatz. Roman. Berlin-Verlag, Berlin 2010, ISBN 978-3-8270-0861-9.[1]
- 2010: El maqom shehaRuaḥ holech, ʿAm ʿOved, Tel Aviv, ISBN 978-9651321870.